# 库尔特·阿克塞尔松
库尔特·阿克塞尔松（瑞典語：Kurt Axelsson，1941年11月10日—1984年12月15日），瑞典男子足球运动员，司职后卫。他曾代表瑞典国家队参加1970年国际足联世界杯，结果队伍止步小组赛阶段。